# バインダー (火薬学)
バインダーとは、爆薬の粒子をコーティングして爆薬の物理特性と改善することを目的とした樹脂である。バインダーでコーティングされた粒子状の爆薬をPBX爆薬という。理想的なバインダーの条件は低感度、生産性、確実な起爆性、高爆発性能、低コストの条件を満たす物と言われている。バインダーには熱可塑性プラスチック（Thermoplastic Plastic）が用いられることが多く、爆薬そのものと融解する物を共融型、組成が分離して表面を覆っているものを分離型と呼ぶ。

## バインダーを使用する目的
- 爆薬の感度を下げること（IM化）
- 爆薬の砲弾や爆弾への充填を容易にすること

## バインダーに使用される物質
- ポリイソブチレン
- 2,4-ジニトロアニソール
- N-メチル-4-ニトロアニリン